# Abdoellah bin Abdoel Aziz al-Saoed
Abdoellah bin Abdoel Aziz al-Saoed (Arabisch: عبد الله بن عبد العزيز آل سعود , ‘Abd ullāh ibn ‘Abd al-‘Azīz Āl Su‘ūd) (diverse spellingsvarianten, vaak kortweg Abdoellah) (Riyad, 1 augustus 1924 – aldaar, 23 januari 2015) was van 1 augustus 2005 tot zijn dood koning van Saoedi-Arabië.
Op dezelfde dag dat zijn (half)broer koning Fahd overleed werd hij koning. Sinds 1995 was Abdoellah al regent van Saoedi-Arabië, omdat zijn broer door een herseninfarct niet meer in staat was te regeren.
Hij was een van de 38 zonen van Abdoel Aziz al Saoed, de stichter van Saoedi-Arabië. Abdoellah werd net als zijn broers en andere prinsen opgeleid aan de Prinsenschool in de hoofdstad Riyad. Sinds 1962 was hij commandeur van de Nationale Garde, dat hij uitbouwde tot een keurkorps van 75.000 man. Hij was sinds 1982 de eerste vicepremier (na zijn broer).
Abdullah trad naar buiten als een verwesterde moslim en wees de extreem luxe levensstijl van Fahd en een aantal prinsen af. Hij had steeds vier vrouwen, maar had er al minstens 25 verstoten.

## Regentschap en koningschap
De warme betrekkingen van Fahd met het Westen werden tijdens het regentschap van Abdoellah wat koeler. Saoedi-Arabië zou te weinig doen tegen het terrorisme en zou extreme moslims in westerse landen financiële steun geven. Vooral de prominente rol van Saoediërs bij de aanslagen van 11 september 2001 in New York en Washington leidde tot fricties.
Met al-Qaeda deelde de koning een fundamentalistische interpretatie van de soennitische islam. Pas toen de terreurbeweging zich in 2003 tegen Saoedi-Arabië keerde, trad hij effectief op met een "typische mix van keiharde straffen en afkopen".
Zijn halfbroer Sultan bin Abdoel Aziz al-Saoed was van 1 augustus 2005 tot zijn overlijden op 22 oktober 2011 de kroonprins van Saoedi-Arabië. Van 22 oktober 2011 tot 16 juni 2012 was diens broer Nayef bin Abdoel Aziz al-Saoed de kroonprins. Sinds 16 juni 2012 was hun broer Salman bin Abdoel Aziz al-Saoed de nieuwe kroonprins van Saoedi-Arabië. Al dezen maakten deel uit van de zogenoemde Soedeiri-seven, allen zonen van Hassa al-Soedeiri.
In 2011 stuurde hij duizend soldaten naar Bahrein om de Protesten in Bahrein tegen het dictatoriale regime daar te onderdrukken. In eigen land bleef hij de sjiitische minderheid onderdrukken. Ook zou hij IS geholpen hebben.
Na zijn dood in 2015 werd Abdoellah in officiële reacties van westerse regeringen als een hervormer van zijn land betiteld; De Groene merkte in een balans van zijn regeringsperiode op dat "hij de geldkraan naar de familie iets dichtdraaide en vrouwen liet stemmen in onbeduidende verkiezingen", "maar veranderingen binnen en buiten zijn land bestreed hij met alles wat hij als koning (...) ter beschikking had." De Nederlandse koning Willem Alexander behoorde tot de staatshoofden die na het overlijden van koning Abdoellah naar Riyad afreisde om deel te nemen aan het rouwbeklag en de nieuwe koning Salman bin Abdoel Aziz al-Saoed te ontmoeten.
Ibn Saoed ·
Saoed ·
Faisal ·
Khalid ·
Fahd ·
Abdoellah ·
Salman